# Maison Maslennikov

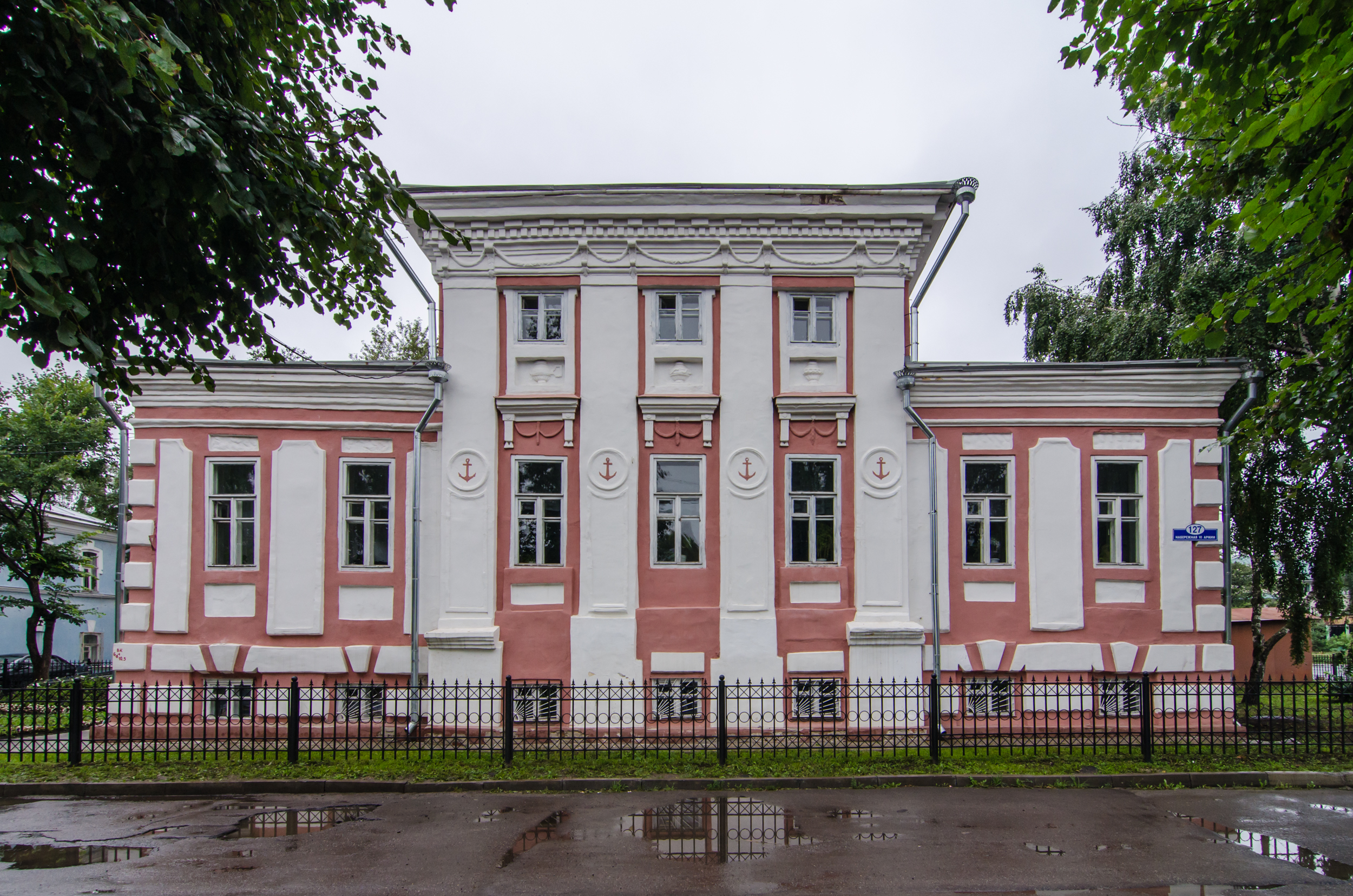
Façade de la maison Maslennikov.

La maison Maslennikov (Дом Ма́сленникова) est une maison bourgeoise construite à la fin du XVIIIe siècle, située à Vologda dans le nord-ouest de la Russie. Elle se trouve au bord de la rivière Vologda au n° 127 quai de la VIe Armée. Elle est inscrite au patrimoine architectural d'importance fédérale,.

## Histoire
Cet édifice est construit dans les années 1780 comme comptoir hollandais; on le remarque sur les plans de la ville à partir de 1789. Ensuite, la maison est la propriété du riche marchand Rybkine, puis revendue à d'autres familles de marchands (Brossov, Izvoztchikov). On l'appelle quelque temps la maison du maître de poste, car il y avait une poste et l'appartement du maître de poste. Ensuite la maison est pendant longtemps la propriété d'une riche famille de Vologda, les Maslennikov (adresse dans les années 1910: quai Dmitrievskaïa, 12). À l'époque soviétique, on y installe après restauration le club des jeunes riverains (adresse dans les années 1950: quai de la Flotte rouge, 16).
L'édifice abrite le centre marin pour la jeunesse «Meridian». En 2010, dans le cadre de travaux d'urgence, la couverture du toit a été remplacée et l'on a reconstruit les formes de lucarnes précédemment existantes. Le revêtement de plâtre a été réparé, tandis que la façade a été peinte en deux couleurs: terracotta et blanc.

## Architecture

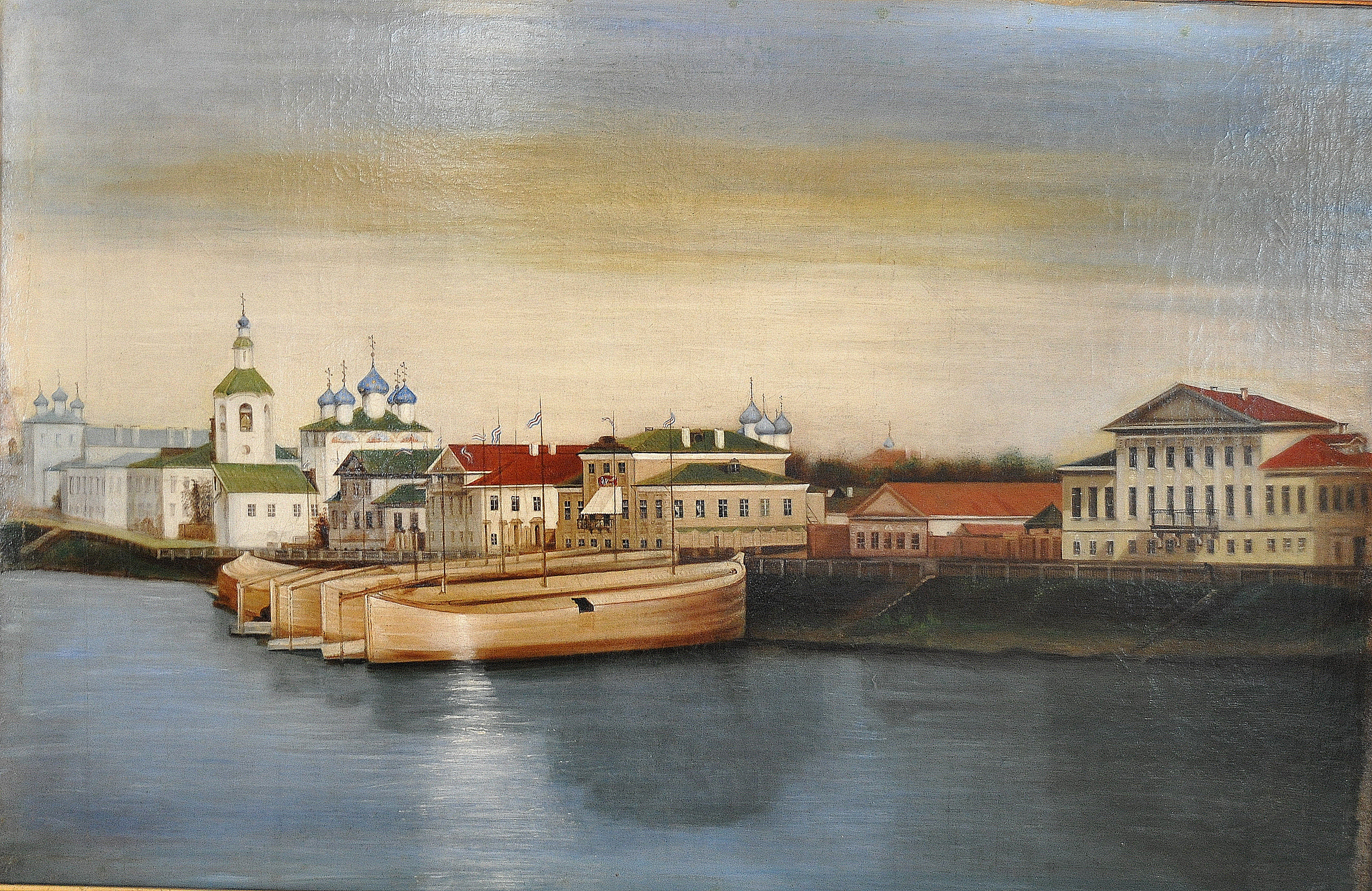
Tableau de Kortchaguine: Le Quai Saint-Dimitri, vers 1870. On remarque la maison Maslennikov (au milieu) qui présente un petit balcon avec auvent et un attique avec des figures.

La maison Maslennikov remonte à l'apogée du début du classicisme russe à Vologda. Le milieu de cet hôtel particulier plein de raffinement est mis en valeur par une superstructure en forme de mezzanine, autrefois couronnée d'un attique; selon un critique d'architecture de Saint-Pétersbourg du début du XXe siècle, Gueorgui Loukomski, cette demeure est d'un « très bon profil ». On pense que cette technique de composition a été empruntée avec un certain retard à l'architecture de Saint-Pétersbourg du milieu du XVIIIe siècle,. Les salles ont une disposition en enfilade, avec trois salles d'apparat. La centrale, qui est la principale, se distingue par deux portes symétriques à insertions sculptées, richement sculptées du côté de la salle centrale. Un escalier extérieur mène de la cour directement au premier étage, ce qui rapproche le bâtiment des bâtiments du XVIIe siècle.
Les détails de la décoration de la façade sont typiques du classicisme - niches rectangulaires avec stuc en haut et en bas des fenêtres, sandric au-dessus d'elles dans la partie centrale, ainsi qu'une élégante frise avec guirlandes suspendues à des consoles, et corniche dentelée. Le demi entresol et les angles du bâtiment sont traités avec un grand bossage. Le volume central est divisé par quatre pilastres portant des traces de découpage baroque: les panneaux sont découpés et des cercles de stuc se trouvent au milieu, avant que les pilastres ne soient surmontés de chapiteaux inhabituels par leurs branches croisées (maintenant perdues). Les murs entre les fenêtres des volumes latéraux sont réalisés avec des panneaux de remplissage (Füllung).
Le critique d'art du début du XXe siècle, Gueorgui Loukomski, qualifie la maison Maslennikov, d'« exemple charmant du plus pur style Louis XVI ». Il vante les proportions de l'édifice, la corniche, les grilles des balcons encore intactes au début du XXe siècle, note la peinture correcte de la maison en un ton de couleur terracotta, exprimant cependant le regret que ce ton soit « un peu épais ».

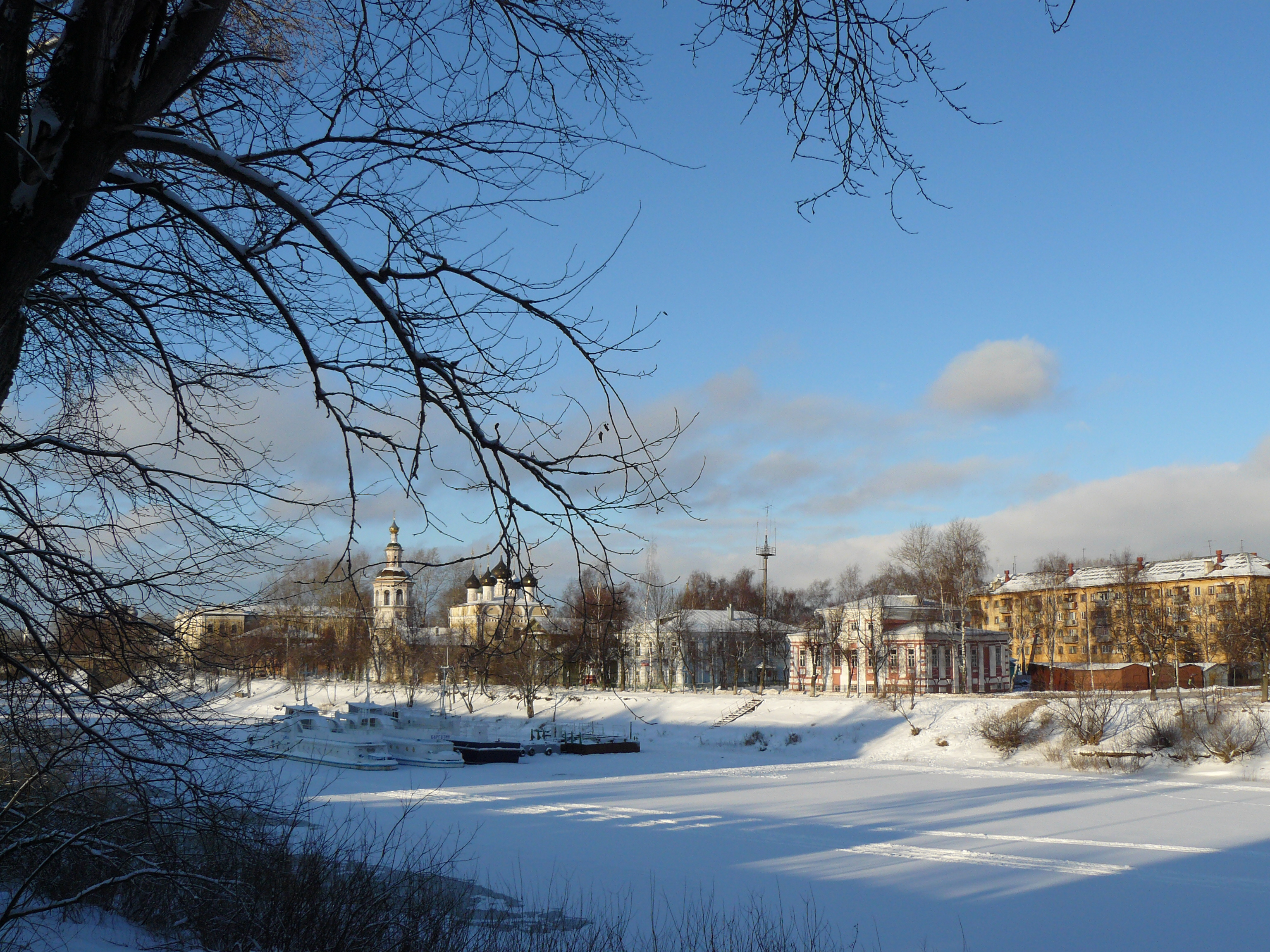
La maison au bord de la rivière en hiver.
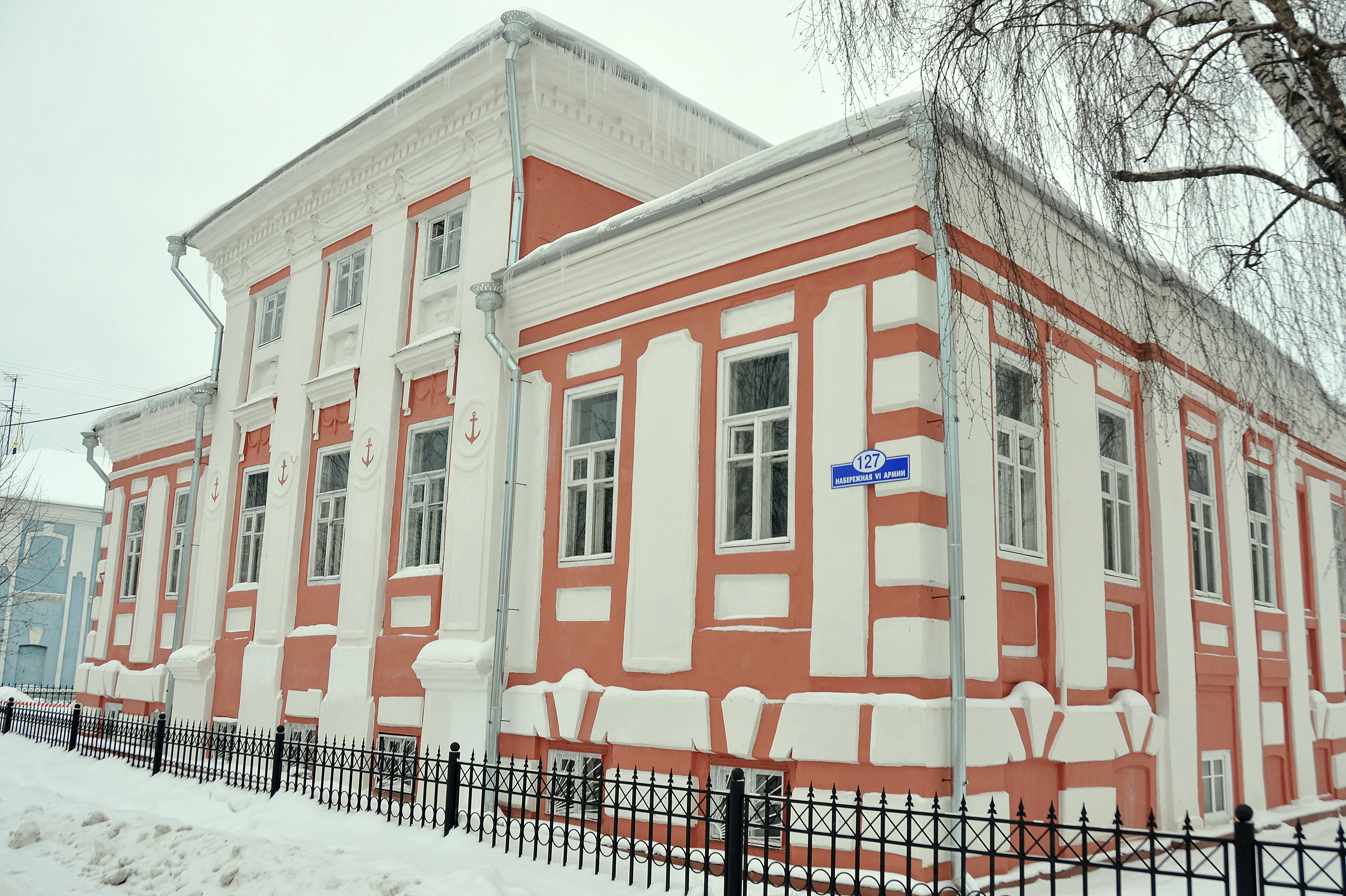
Façade.